# Bob den Uyl-prijs
De Bob den Uyl-prijs werd tussen 2004 en 2019 jaarlijks uitgereikt door de VPRO aan het beste literaire en/of journalistieke reisboek. De prijs, voor het eerst vergeven in 2004, heeft tot doel het werk van Bob den Uyl, dat bij invoering nog nauwelijks te verkrijgen was, weer onder de aandacht te brengen. De prijs bestaat uit een geldbedrag van 7500 euro,(anno 2019) Rotthier won echter nog het oorspronkelijke bedrag van 2500 euro, en een beeldje gemaakt door Berenice Witsen Elias.
De Belgische journalist Rudi Rotthier won in 2004 met "De koranroute". Volgens de jury; “een uiterst actueel, toegankelijk, bij vlagen ontroerend maar toch vooral verontrustend boek.”
Andere genomineerden waren: Peter Delpeut (De grote bocht), Koert Lindijer (Bittereinders), Maarten Metz (932 km tussen Zwolle en Kampen), Henk Raaff (Een goudgrijze spiegel) en Carolijn Visser (Tibetaanse perziken).
NRC-Correspondent Renée Postma won in 2005 met "Midden-Europa achter de schermen" In het juryrapport stond te lezen: ‘In een afwisseling van persoonlijke observaties en degelijke achtergrondinformatie vestigt "Midden-Europa achter de schermen" de aandacht op een voor velen non-descripte regio die de komende jaren alleen maar aan kleur en betekenis kan winnen,’ Zij won toen van Jan Donkers ("De tweede Amerikaanse eeuw"), Dylan van Eijkeren ("De enige gast - een ontdekkingsreis door Duitsland"), Geert Mak ("In Europa") en Frank Westerman ("El Negro en ik").
Bart Rijs won in 2006 met "Het hemels vaderland". Andere genomineerden waren; Gerbert van der Aa (Nigeriaanse toestanden - reis door het meest corrupte land van Afrika), Linda Otter (Italiaanse geheimen), Jan van der Putten (Van onze correspondent - standplaats Peking), Philippe Remarque (Boze geesten van Berlijn) en Rudi Rotthier (Het land dat zichzelf bemint : een reis door de Verenigde Staten).
Kunstenares Jannie Regnerus won in 2007 met "Het geluid van vallende sneeuw", dat verhaalt over een verblijf als kunstenares in de Japanse stad Kitakyashu. De jury over het boek; ‘Wie het werk van Haruki Murakami kent, zal daar bij het lezen van ‘Het geluid van vallende sneeuw’ regelmatig aan moeten denken. Aan het eind van het boek koopt Regnerus van haar laatste geld twee prenten van Hiroshige, de meester van regen, mist en sneeuw. Dat was eigenlijk al voldoende om haar de prijs toe te kennen.’
. Haar opponenten waren Abdelkader Benali (Berichten uit een belegerde stad), Hans Steketee (Eiland tussen de oren) en Betsy Udink (Allah en Eva)
Het winnend boek van 2009, Napoleon, De kleine keizer van Martin Bril, omschrijft de jury als "een onwaarschijnlijk evenwicht tussen kennis en ervaring, tussen planning en nonchalance, tussen het persoonlijke en politieke, een boek dat als voorbeeld kan dienen en tegelijk door niemand anders dan door deze auteur geschreven had kunnen worden."
Door het verdwijnen van het programma VPRO boeken op 1 januari 2020 viel ook de prijs weg.

## Winnaars
- 2004 - Rudi Rotthier, De koranroute
- 2005 - Renée Postma, Midden-Europa achter de schermen - van Habsburg naar Brussel
- 2006 - Bart Rijs, Het hemels vaderland - Hollanders in Siberië
- 2007 - Jannie Regnerus, Het geluid van vallende sneeuw
- 2008 - Dick Wittenberg en Jan Banning, Binnen is het donker, buiten is het licht - Het dagelijks leven in een dorp in Malawi
- 2009 - Martin Bril, De kleine keizer
- 2010 - Minka Nijhuis, Birma. Land van geheimen
- 2011 - Cees Nooteboom, Scheepsjournaal
- 2012 - P.F. Thomése, Grillroom Jeruzalem
- 2013 - Carolijn Visser, Argentijnse avonden - Van de Zwart Janstraat naar de pampa
- 2014 - Lieve Joris, Op de vleugels van de draak
- 2015 - Michel Krielaars, Het brilletje van Tsjechov
- 2016 - Fleur de Weerd, Het land dat maar niet wil lukken
- 2017 - Frank Westerman, Een woord een woord
- 2018 - Auke Hulst, Motel Songs[8]
- 2019 - Dore van Duivenbode, Mijn Poolse huis[9]